# ブロイラー

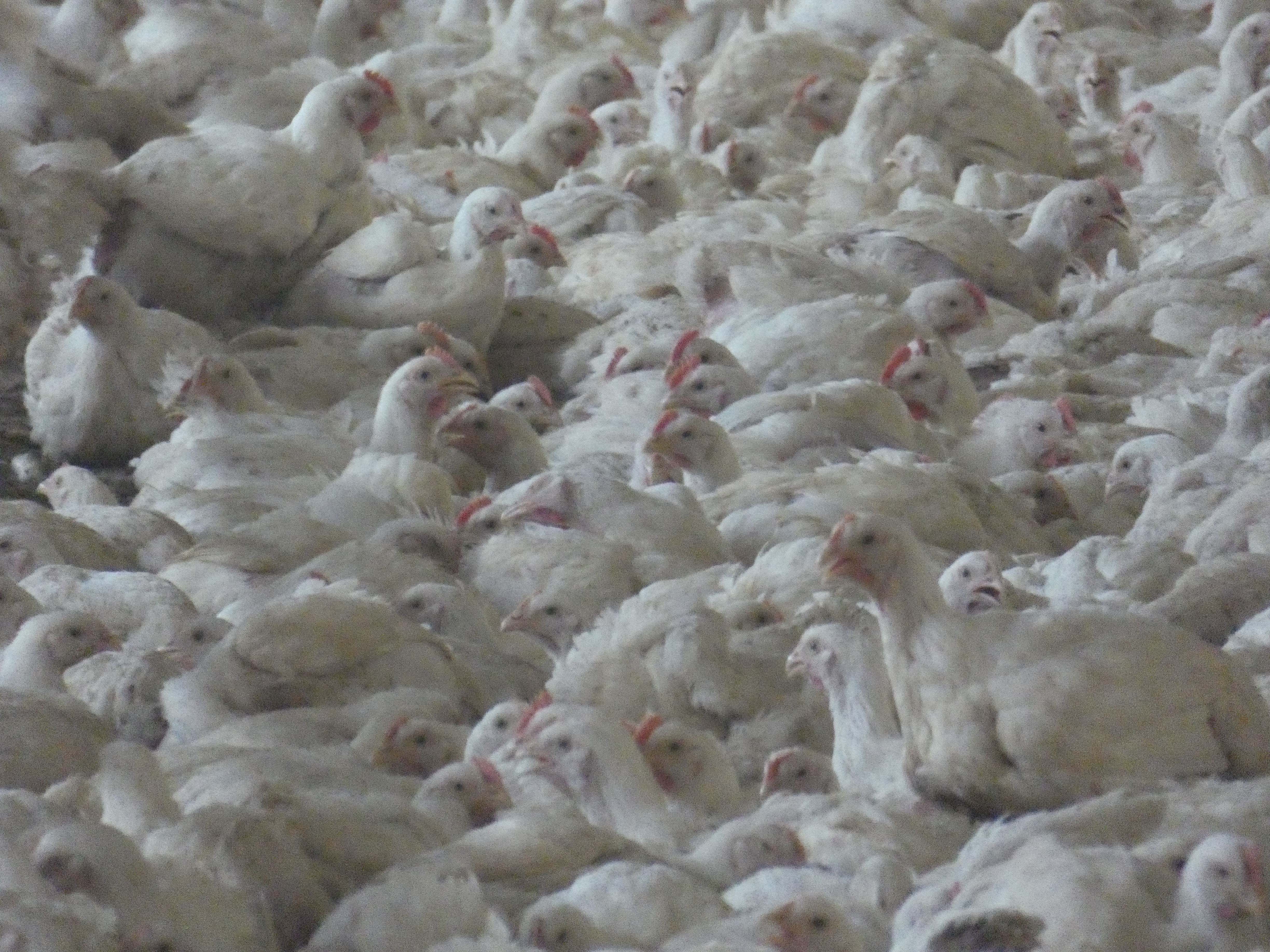
日本のブロイラー養鶏場 中雛でもすでに成鶏と同じくらいの大きさがある

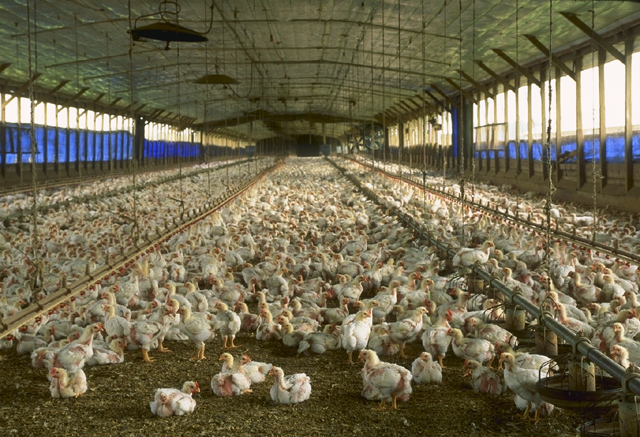
ブロイラー飼育場

ブロイラー（英語: broiler）は、肉鶏の一品種。食肉専用・大量飼育用の雑種鶏の総称。

## 概要
短期間で急速に成長させる狙いで作られた商業用の肉用鶏の専用品種の総称である。品種としては、白色ゴールド種の改良種、白色プリマスロック種の改良種、白色コーニッシュの改良種等を交配選抜したもの。生育がとても早く現在では生後5 - 7週間で出荷され、最大2 - 3kg前後の肉が取れる。日本においては、2017年度に6億7771万3千羽のブロイラーが出荷されている。
もともとはアメリカの食鶏規格の用語で、孵化後2か月半（8-12週齢）以内の若鶏の呼称であった。ブロイル（broil）とは、オーブンなどで丸ごと炙り焼きすることの意味で、ブロイルして売るのに適した大きさの鶏であるため呼ばれた名前。旧東ドイツでは、鶏の品種にかかわらず、チキンのグリル料理やロースト料理がブロイラーと呼ばれた。
育鶏産業としてはアメリカで1923年に始まり、第二次世界大戦中、欧米が深刻な食料不足に陥り、短期間で大量生産が可能な鶏種が必要とされ開発が進み、1949年以降急激に増加した。
ブロイラー発祥の地はアメリカであり、1880-90年ごろには同国でブロイラー生産が始まっていた。日本では1955年頃、採卵鶏の廃鶏や雄の肉を鶏肉として利用していたが、1960年代にアメリカからブロイラー専用種が盛んに導入され、ブロイラー産業は一気に過熱した。日本国内では、年々ブロイラーの飼養戸数が減少を続けているが、1戸当たりの飼養羽数は増加している。一般的に工場型畜産方式で飼養される。年間当たりのブロイラー出荷羽数制限を設ける国もあるが、日本には制限はない。

## 育種改良の弊害
ブロイラーは胸肉歩留を重視した選抜育種と育成技術の研究により、過去50年間で成長率が1日25gから100gへと上がった。1957 年から 2005年にかけての成長率は 400％増加となっている。その結果、鶏は成鶏に達するのに通常4 - 5か月かかるところを、ブロイラーは40 - 50日で成鶏の大きさに達するようになった。出荷日も短縮され、2013年は 48.1 日齢で出荷していたものが、2022 年には 46.5 日齢となっている。
通常動物は必要なエネルギーに応じて食物を摂取するが、食欲または成長率の増加を目的として育種されたブロイラーは飼料摂取量を調整する機能を失っていると言われている。
急激な成長は、ブロイラーに腹水症、浅胸筋変性症、歩様異常、歩行困難、脚弱、突然死症候群、蜂巣炎、脛骨軟骨形成不全、脊椎すべり症、細菌性軟骨壊死などの代謝性・全身性疾患をもたらしており、鶏に肉体的苦痛を与える。2024年の報告によると、ブロイラーの死亡率はここ10年で54％増加。腹水症は2001 年度から 15 年度にかけて6.5％から 17.6％まで上昇している。
研究はブロイラーが、通常の鶏よりも脚部骨格筋と脚骨にかかる負担が大きいことを示している。ブロイラーでは歩行障害が多発する。正常な発達では軟骨の枠が組み立てられ、それから枠の中がミネラルで満たされ、固まって骨になり、その後軟骨が細胞死するが、ブロイラーは軟骨が何らかの異常をきたしているため、骨が固まるまでの間の支え（軟骨）が形成されず、最後には奇形になる。コンクリートがしっかり固まらないうちに合板の枠を外してしまうようなものである。急激な成長により、ブロイラーの30%近くは体を支えることが難しく歩行困難となり、3%はほとんど歩行不能となっている。ブロイラーの跛行率は 14.1% から 57% の範囲というものもあれば、75%というものもあり、群れによりばらつきがあるが、罹患率は高いといえる。育種による弊害は深刻で、飼育環境を改善したとしても足の問題は軽減されない。通常の成長の早いブロイラーは横向きの姿勢で座っていることが多いが、成長の遅いブロイラーでは立ったり、歩いたり、羽繕いをする割合が高い。
成長の早さは、ブロイラーに苦痛をもたらす。鎮痛剤や抗炎症剤を使用した研究は、歩行障害のあるブロイラーが苦痛を感じていることを示している。実験によると、歩行障害のあるブロイラーは障害物コースを通過するのに34秒かかったが、抗炎症及び鎮痛作用のある薬の使用後は18秒になった。また、自己選択実験では、歩行障害のあるブロイラーは、歩行障害のないブロイラーよりも薬入りの飼料を選択することが分かった。これらは跛行の痛みが薬によって緩和されたことを示している。
心臓にも負担がかかり、100羽に1羽は心臓疾患で死亡する。イギリスでは毎週 100 万羽以上のブロイラーが、育種による体への負担のため、心不全などで屠殺前に死んでいる。ブロイラー種は家畜福祉規則に反するとして、イギリスでは訴訟となったが、控訴裁判所は2024年12月、遺伝的体質で鳥が苦しむことが予想される場合は、養殖目的で飼育すべきではないことを認めたものの「成長の早い」生産は法律に違反していないとして本訴訟を棄却した。
育種改良は、ブロイラーの種鶏（ブロイラーを産む親鶏）に対しては別の弊害を及ぼす。育種改良の結果、ブロイラーの食下量は向上したにもかかわらず、繁殖のために飼育される種鶏の場合、脂肪の蓄積は繁殖への悪影響となるため、制限給餌や隔日給餌が実施されているからだ。そのためブロイラーの種鶏は慢性的な飢えの状態にあり、ストレスから攻撃的になることが知られている。
このような事情からいくつかの国は成長の早いブロイラーの使用を制限するための取り組みを行っている。2023年2月、欧州食品安全機関は新しい動物福祉の科学的知見を発表、その中で急激な成長を目的とした育種の廃止を重要な推奨事項とした。同年、デンマーク政府は、動物福祉の観点から、成長の早い鶏を段階的に廃止することに合意した。また、オランダでは、生鮮鶏肉市場は100%低成長のブロイラーで構成されており、低成長のブロイラーの占める割合は3割ほどと推定される。インドやブラジルでも、低成長ブロイラーの利用拡大に向けた動きがある。肉養鶏の育種大手も成長の遅い鶏の育種開発・販売を始めている。
動物福祉の面だけでなく、急激な成長は胸肉の変性という品質低下リスクともなっている。

## 飼育方法
採卵用鶏の場合はケージ飼育が主流であるが、肉用鶏のブロイラーの場合は99.9%が平飼い飼育である。ブロイラーはオールイン・オールアウトといって、同一の鶏舎に同じ孵化日の雛（採卵鶏と違いオスの雛も飼養される）だけを入れ（オールイン）、これを育ててすべて出荷する（オールアウト）方法が主流である。舎飼いが主流であり、ブロイラー飼育において屋外エリアを設けている養鶏場は3.3％と推定される。

### 種鶏孵卵
ブロイラーの雛を供給する種鶏場で親鶏を飼養し、生産された種卵（有精卵）は集卵され、孵化場へ搬入される。孵化場で種卵を孵化させたのちにブロイラー養鶏場へ雛が搬入される。種鶏場では雄鶏の蹴爪、趾、鶏冠は除去される。蹴爪は伸びて足を傷つけることを防ぐため、鶏冠は大きくなって視界が妨げられ摂食に影響が出るのを防ぐため、趾は交配の際に鶏を傷つけるのを防ぐために実施される。麻酔は使用せず、ハサミや熱刃を用いて切断される。これらの手技は、ストレスや痛みを伴うこと、鶏の社会生活を損なうことなどから動物福祉の問題が指摘される。孵化場では孵化期間が1.5-2日の幅があるため、早期に孵化した雛は長時間水もなくその後の成長に影響が及ぶ。また自然ふ化においては雛は母鶏について歩き、様々なことを学習するため、羽ツツキ行動やパニック行動、群がり行動が抑制される。母鶏と過ごした鶏は驚愕反応が減り、共食いもみられない。しかしながら養鶏は人工ふ化で行われるため、母鶏と過ごす機会はなく、様々な行動的課題を抱えることになる。

### 入雛
除糞・殺虫・水洗・消毒が行われた鶏舎へ、購入した雛が入れられる。（雌雄別飼方法と雌雄混飼方法とがある）

### 飼育密度

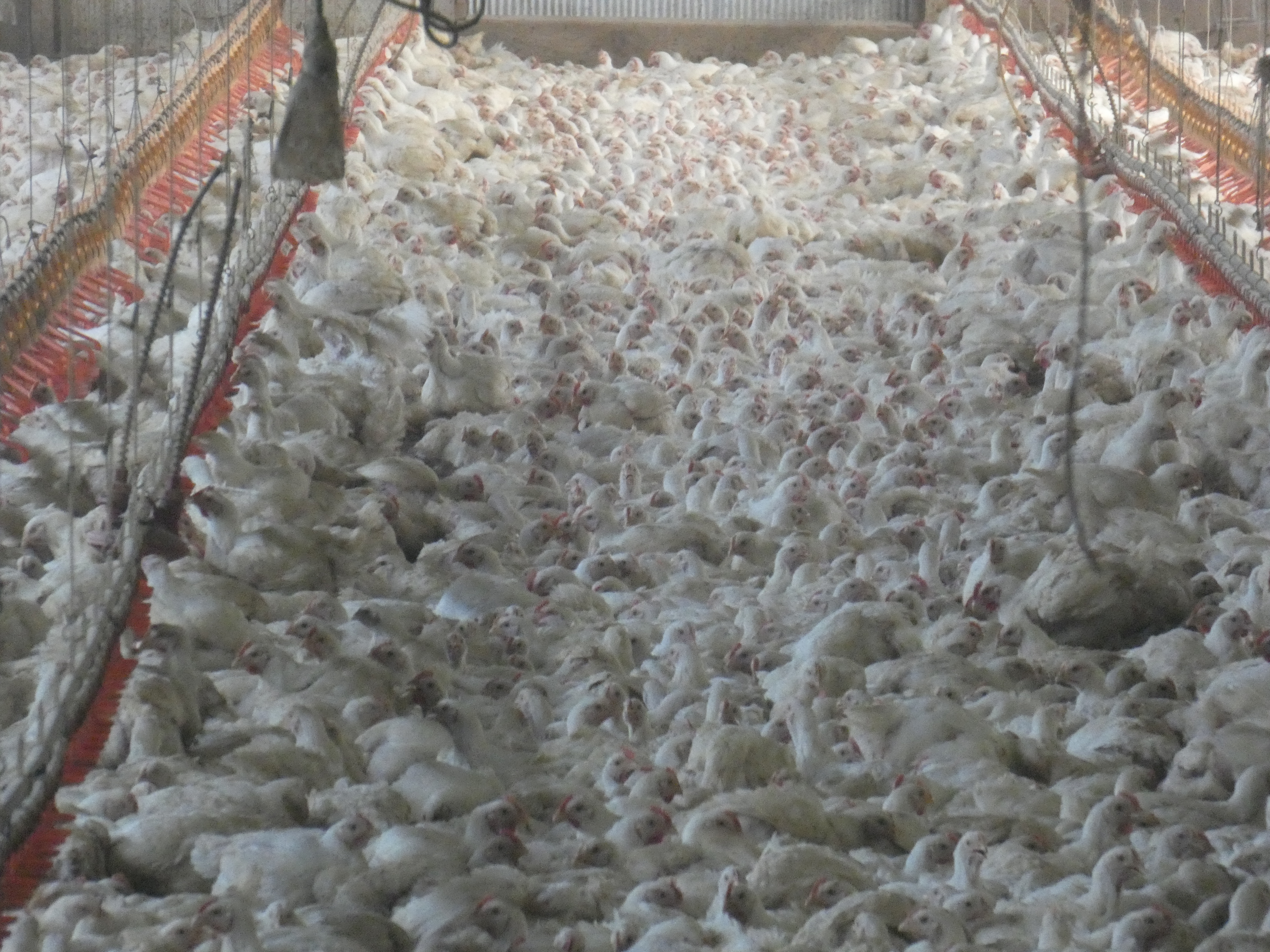
日本のブロイラー養鶏場 日本における平均飼育密度は約16羽〜19羽/m2、最大で約22羽/m2

一般的に、合理化された大規模な密閉型の鶏舎の中に収容される。飼養密度が低いほど鶏群は走行やジャンプなどの行動が増え、正常歩様個体数率が上がり、成長率と飼料効率も向上する。高密度での飼育は鶏の健康に悪影響を与えるとされるが、単位面積当たりの生産性を高めるため、通常、高い飼養密度で飼養される。タイでは飼養密度は39kg/平方メートル以下とする飼養標準を策定、EUでは飼育密度を33kg/平方メートルに制限するなどの規制がもうけられているが、日本国内では飼養密度の規制がなく、平均飼育密度は16〜19羽(47kg)/平方メートル、最大で約22羽(59kg)/平方メートルとなっている。

### 換気管理
鶏舎内の空気状態は、換気扇によりコントロールされる。密飼いの鶏舎内は鶏の排泄した糞尿の分解産物であるアンモニアや、ホコリ、鶏の呼気による二酸化炭素等により、鶏舎環境が悪化しやすいため換気が重要である。特に鶏は気嚢という呼吸器官を全身に持っており、空気環境の影響を受けやすい。現代のブロイラー農場は集約化されており、アンモニアレベルが高く、畜産規制の厳しい欧州においてもブロイラー鶏舎のアンモニアレベルが平均8.0-27.1ppmと高いものになっている。畜舎内のアンモニアは25ppm未満が推奨されているが、ブロイラーの79-90％は10ppm以上のアンモニアガスを避けたとされる。
温度も換気扇によりコントロールされる。外気温が高いときは換気量を増やし、低いときは換気量を減らす。ブロイラーは成鶏に達する前の中雛の段階で出荷されるが、雛の羽毛の発達は未完成であるため放熱されやすく寒さに弱い。また暑さにも弱く、ブロイラーの熱射病による死亡は、1994年の報告では毎年5-20%の発生が報告されている。鶏には汗腺が殆どなく呼吸によって体熱を放散させるため、高温下に長時間置かれると過呼吸となり熱射病になりやすい。特にブロイラーは短期間で大型に成長するよう育種されていることや、高密度での飼養によって床面付近の温度が上昇しやすいことも熱射病の要因のひとつである。

### ワクチンと抗生物質
日齢に応じて、穿刺・混餌・飲水・散水などの方法で出荷までに数十回のワクチンが投与される。抗生物質も使用され、2015年度から2017年度に実施された厚生労働省研究班の調査では、国産の鶏肉の59%から抗生物質耐性菌が検出された。研究班の群馬大学教授 富田治芳は「半数という割合は高い」と指摘している。

### 光線管理
照明時間を長くして摂食行動を活発にさせることでブロイラーの増体につながると考えられてきたため、24時間点灯、夜間点灯、23時間点灯などの光線管理が行われることがある。しかし長時間の点灯が必ずしも増体につながるとは言えないという報告もある。暗期を設けない光線管理は動物福祉の観点から問題がある。鳥は脳以上のサイズの眼球を持ち、鶏は明視覚と解析度に優れ紫外線Ａ波350-40nmすらも甘受できることから光環境が鶏に及ぼす影響は他の畜産動物の比ではないと考えられる。そのため光環境は自然光に合わせるべきだと言われる。日本国内の「アニマルウェルフェアの考え方に対応したブロイラーの飼養管理指針」では暗期の設定が推奨されている。日本のブロイラー養鶏では、50.8%が光線管理を行っているが、24時間の間に継続した暗期を適切に設けていない農場も多く、68.1%が暗期の設定を行っていない。EUでは最低6時間以上の暗期を設けなければならず、オーストラリアでも2022年、最低6時間の暗期が求められるようになった。

### 餌切り
出荷の前日から給餌をストップする餌切りが行われる。これは消化管内容物を空にさせるためであり、処理場での糞便汚染リスクを減少させるために行われている。餌切り時間が短いと屠体汚染が起こりやすくなるが、長ければよいわけではなく、過剰な餌切りは腸が裂けやすくなることから高細菌汚染（サルモネラなど）リスクの増加や、屠体歩留まり・品質・収益性にも悪影響を及ぼす。また気温や環境次第では消化管内容物の量に違いやばらつきが起こるため、餌切り時間の微調整や適切な飼育環境の提供も重要な要素である。

### 捕鳥作業
手作業
屠殺のために出荷する鶏をカゴに入れる作業を捕鳥作業という。正しい捕鳥方法は「両脚を持つか、両手で胸を持つ」と二点接触であるが、実際の捕鳥作業では、鶏の片足だけを掴むなどが一般的である。しかしこれはアニマルウェルフェア上、問題だと指摘される。3～5羽ずつ片足で逆さまに持ち上げ、カゴに押し込むという慣行は、家禽の翼や脚を骨折させ、呼吸困難やストレスにさらすと指摘される。
タイ鶏肉業界大手企業ベタグログループは、動物福祉の観点から、両手で一羽ずつ捕まえるなどの対応を行っている。ブラジルでは一度に一羽ずつ、鶏が直立した状態で捕獲することが標準的慣行となっている。EUの輸送および関連業務中の動物の保護に関する規則は足で鶏を持ち上げることを禁止している（しかし実際にはEU内では足で持ち上げる慣行が続いている側面もある）。イギリスでは片足で捕獲は違法だが両足は合法とする改正案を検討中。オランダでは、捕鳥時に群れの1％以上が負傷 (重度の出血) すれば、養鶏農家と捕獲チームの両方に罰金が科せられる。同国は2024年8月から鶏を腹部で立てて捕獲する基準を施行。ドイツは片足で鳥を捕まえることを禁止する鳥捕獲ガイドラインを発表。中華人民共和国有数の鶏肉生産地である山東省は「作業者は捕鳥の際の特別なツールを使用するか、片羽だけで鶏を捕まえる代わりに鶏の両羽をつかむために両手を使わなければならない」とする規則を持っている。日本国内での規則はない。
機械作業
捕鳥機を使っての捕鳥は鶏のストレスおよび傷の割合を減少させるため、作業コストの低減にもなるが、捕鳥機の初期導入コストは高く、鶏舎に間柱のない近代的な設備に適していることから一般的ではない。日本では宮崎県の企業が導入している。

### 出荷
生後51 - 55日、体重2.5 - 3.5kgで出荷される。「ブロイラーにおける一般的衛生管理マニュアル」には出荷マニュアルとして、
- 出荷前7日前から休薬飼料（抗菌性物質が入っていない飼料）を給与し、責任者に報告すること。（体内に抗生物質が滞留したままとなるため）
- 照明は出荷前7日前から24時間点灯し、責任者に報告すること。

と記載されている。食鳥処理場へ到着時のブロイラーの死亡頻度は0.5%から5%の範囲である。

## 趾蹠皮膚炎 (FPD:Footpad Dermatitis)
過密飼育が一般的になっているブロイラー養鶏において、敷料の衛生管理は重要な課題である。日本のブロイラー養鶏で敷料を交換している農場は3.5%にすぎず、一般的にブロイラー養鶏では雛を出荷（屠殺）するまで、床に敷かれたノコクズなどの敷料の交換は行われない。そのため、日齢がたつにつれて敷料は糞を吸収し、汚れていく。敷料の状態が悪化すると、ブロイラーの足の裏（趾蹠）に細菌が侵入し、炎症が生じたり、黒く焼け爛れた塊が現れることがある。この趾蹠皮膚炎はブロイラーへ疼痛や発熱ストレスを与え、歩行困難をもたらすことから、欧米ではアニマルウェルフェア（動物福祉）の指標の一つとして考えられている。
趾蹠皮膚炎の割合は高く、日本国内の農場では、調査した全ての鶏群で観察され、全ての個体で趾蹠皮膚炎が発生した例もあった。
また、急激な成長を目的とした品種改良も趾蹠皮膚炎に影響している。比較的ゆっくり成長するブロイラーと、早く成長するブロイラーを比べると、早く成長するブロイラーは趾蹠皮膚炎の発生率が約2倍となっている。
鶏の足は「もみじ」などの名称で販売されている。法律上は、病変部である趾蹠皮膚炎は、食鳥処理の事業の規制及び食鳥検査に関する法律施行規則の「廃棄等の措置」に該当し、趾蹠皮膚炎を患ったもみじが市場に出回ることはないはずだが、実際には廃棄の判断が個々の食鳥処理場に委ねられていることから、趾蹠皮膚炎のもみじが市場に流通しているのが現状である。

## 動物福祉に関する規制・指針

### 世界動物保健機関 (OIE)
陸生動物衛生規約の動物福祉基準である「動物福祉とブロイラー鶏生産方式」の中で
- 肉用鶏の休息のため、24時間周期ごとに、適切な長さの連続した暗期を設けるべきである。適切な長さの連続した明期も必要である。
- 肉用鶏は飼料と水を摂ることができ、身体を動かし、正常な姿勢を取ることができるような飼育密度で舎飼いされなくてはならない。
- 遺伝系統を選択する際には、生産性だけでなく福祉や健康面も考慮しなくてはならない。

などの記述がある。本基準には日本も批准しており、OIE加盟国は、本基準を国内で周知することが求められている。

### 欧州連合(EU)
EU指令 肉用鶏保護の最低限の指令(COUNCIL DIRECTIVE 2007/43/EC of 28 June 2007)の中で
- 鶏が建物内に入れられてから7日以内に、また屠殺予定の3日前までは、照明は24時間のリズムに従わなければならず、少なくとも6時間以上の暗闇の期間が含まれなければならない。
- 飼育密度は33kg/m2あるいは、換気条件やアンモニア濃度などの一定の環境要因を満たす場合は39kg/m2、既定の上限死亡率を7回連続でクリアした場合は42kg/m2を超えてはならない[78]。

などの記述がある。EU加盟国はこれらの指令に対応した、罰則の伴う国内法の整備が求められるが、同指令よりも高い基準を設ける国もあり、例えばドイツでは飼育密度を42ｋｇまで緩和する措置は認められていない。また自然光が義務付けられている。オランダでは飼育密度の緩和条件として趾蹠皮膚炎の発生状況が設定されている。

### 日本
農林水産省は、2010年に公益社団法人畜産技術協会が発表した、アニマルウェルフェア（動物福祉）に対応したブロイラーの飼養管理指針の普及に努めている。同指針には、
- 鶏の生産性や快適性を調べた海外の知見等からは、55-60羽／坪程度にとどめることが推奨される。しかしながら、飼養期間や飼養管理等が欧米と大きく異なることから、飼養スペースと生産性の関係等について今後の知見の集積が必要である。
- 一定時間の暗期を設けることは、鶏の休息やストレス低減、脚の健康強化等のために必要とされており、突然の停電時のパニックの防止に有益であるとともに、飼料効率や育成率の改善にも効果があることが知られている。

などの記述があるが、法的な拘束力はない。

## 動物福祉に関する企業の取り組み
オランダでは、マクドナルド向けに生産するブロイラー農家は、止まり木を設置する必要がある、イギリスの生活協同組合がブロイラーの飼育密度の上限を設定する、など諸外国では企業がブロイラーの動物福祉基準を導入している。通常のブロイラー飼育では止まり木や鶏がつつくことのできる藁などの素材は設置されないが、動物福祉基準では設置が必須とされる。クラフト・ハインツ、ネスレ、ユニリーバ、ダンキンドーナツ、バーガーキングなど229の企業が、ブロイラーの飼育環境や飼育密度、遺伝的選択（比較的ゆっくり成長する品種の選択）、屠殺方法などの動物福祉基準を公表している。ケンタッキー・フライド・チキンも英国、アイルランド、ドイツ、オランダ、ベルギー、スウェーデンにおいて成長の遅い品種の導入や、飼育密度の改善など6つの主要目標を2026年までに達成すると発表した。しかしその後同社は成長の遅い品種の導入については2026年の達成は不可能としている。

## 主な生産国
- ブラジル - 生産量のおよそ5割を占め、日本が最大の輸出国である。
- 中華人民共和国 - 外食産業、冷凍食品などの加工用としての生産が中心。
- タイ王国 - 外食産業、加工用としての生産が中心。日本の輸入量の6割を占める[85]。
- アメリカ合衆国 - 外食産業、大規模小売店向けに生産される。

日本における主要産地は九州地方南部（鹿児島県、宮崎県）と東北地方北部（岩手県、青森県）であり、この2地域4県で全国の6割を占める。